# ورین چارباخ
ورین چارباخ (به لاتین: Verin Charbakh) یک روستا در ارمنستان است که در ایروان واقع شده‌است.